# Sionom Hudon Timur II
Sionom Hudon Timur II is een bestuurslaag in het regentschap Humbang Hasundutan van de provincie Noord-Sumatra, Indonesië. Sionom Hudon Timur II telt 523 inwoners (volkstelling 2010).